# Atziluth
Atziluth, ou Atzilut é o mais alto dos quatro mundos nos quais existe a Árvore da Vida Cabalística. É seguido por Beri'ah. É conhecido como Mundo das Emanações ou Mundo das Causas. Na Cabala, cada uma das Sefirot nesse mundo é associada a um dos nomes de Deus, e é associado ao Naipe de Paus no Tarot.

## Significado
Atziluht é o reino da divindade pura. Os quatro mundos da Cabala se relacionam com a Árvore da Vida de duas maneiras principais:
- Primeiramente, é ensinado que a árvore toda está contida em cada um dos quatro mundos, e dessa maneira são descritos um em cima do outro, e de forma simbólica, por um diagrama chamado Escada de Jacob.
- Em segundo lugar, é ensinado que a árvore pode ser subdividida em quatro seções horizontais, cada uma delas representando um dos quatro mundos.

Deve ser lembrado também que, na Cabala, cada uma das dez Sefirot contém uma árvore inteira dentro de si. Nesta filosofia de "todo na parte", as teorias cabalísticas ficam em harmonia com o modelo de ordem implícita de David Bohm. O reino de Atziluth é, portanto, relacionado com as três Sefirot do topo da Árvore da Vida: Kether, Chokmah e Binah. Estas três são consideradas completamente espirituais na natureza e separadas do resto da árvore por uma região de realidade chamada de Abismo.

## Origens
A palavra é derivada de "atzal", em referência à Números 11:17; e nesse sentido foi levada para a Cabala de Meḳor Ḥayyim (A Fonte da Vida), de Solomon ibn Gabirol, que foi muito usada pelos cabalistas. A teoria da emanação, que é concebido como um ato livre da vontade de Deus, se esforça para superar as dificuldades que se prendem a ideia de criação em relação a Deus. Essas dificuldades são três:
1. O ato de criação envolve uma mudança no ser imutável de Deus;
2. É incompreensível como o ser absoluto infinito e perfeito poderia ter produzido seres finitos e imperfeitos;
3. Uma creatio ex nihilo é difícil de ser imaginada.

A analogia usada para a emanação ou é a esponja encharcada que emite espontaneamente a água que absorveu, ou a fonte que jorra e depois transborda, ou a luz do sol que envia raios — partes de sua própria essência — para todo lugar, sem perder qualquer parte, entretanto infinitesimal, de seu ser. Já que foi a última dessas analogias que mais ocupou e influenciou os escritores cabalístas, Atziluth deve ser corretamente interpretada como "irradiação".
Mais tarde, a expressão "Atziluth" assumiu um significado mais específico, influenciado, sem dúvida, pela pequena obra Maseket Atzilut. Aqui, pela primeira vez, os quatro mundos são distintos: Atziluth, Beri'ah, Yetzirah e Assiah. Mas aqui também são transferidos para a região dos espíritos e anjos:
- No mundo Atzilah, o Shekinah governa sozinho;
- No mundo Beri'ah, estão o trono de Deus e as almas dos justos, sob o domínio de Akatriel (Coroa de Deus);
- No mundo Yetzirah, estão as "criaturas sagradas" (ḥayyot) da visão de Ezequiel, e as dez classes de anjos governadas por Metatron.
- No mundo Assiah, estão os Ofanim, e os anjos que combatem o mal, governados por Sandalphon.

No Zohar, Atziluth é considerada simplesmente a emanação direta de Deus, em contraste com as outras emanações provenientes das Sefirot. Nenhum mundo quádruplo é mencionado.
Moisés Cordovero e Isaac Luria (século XVI), foram os primeiros a apresentar o mundo quádruplo como um princípio essencial para a especulação cabalística. De acordo com essa doutrina,
- O mundo Atzilah representa as dez Sefirot;
- O mundo Beriah (mundo da criação) representa o trono de Deus, emanando das luzes das Sefirot;
- O mundo Yezirah (mundo do devir) representa as dez classes de anjos, formando os corredores para as Sefirot;
- O mundo Assiah (mundo do fazer, isto é, da forma) representa os diferentes paraísos e o mundo material.

Em contraste com o mundo Atzilah, que constitui o domínio das Sefirot, os outros três mundos são chamados pelo nome geral de "Pirud". Mais tarde, cabalístas explicaram que "Atziluth" (de acordo com Êxodo 24:11 e Isaías 41:9) significava "excelência", de modo que, de acordo com eles, Atziluth significaria o mundo maior e mais excelente.